# Justicia henricksonii
Justicia henricksonii är en akantusväxtart som beskrevs av T.F. Daniel. Justicia henricksonii ingår i släktet Justicia och familjen akantusväxter. Inga underarter finns listade i Catalogue of Life.